# Matelea parvifolia
Matelea parvifolia är en oleanderväxtart som först beskrevs av John Torrey, och fick sitt nu gällande namn av R. E. Woodson. Matelea parvifolia ingår i släktet Matelea och familjen oleanderväxter. Inga underarter finns listade i Catalogue of Life.